# Protector RWS

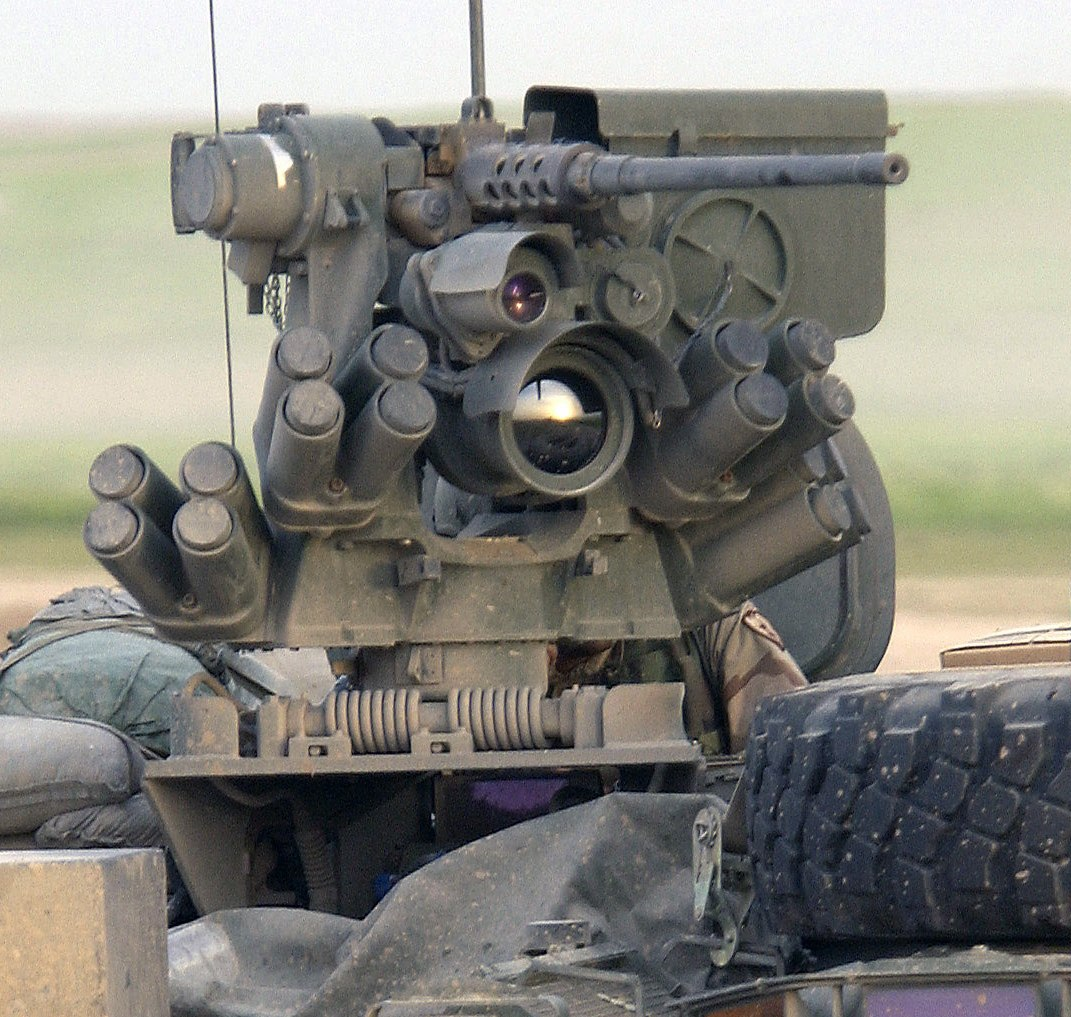
Protector RWS на БТР «Страйкер»

M151 Protector Remote Weapon Station — дистанционно управляемый боевой модуль универсального применения. Производится компаниями Kongsberg Defence & Aerospace (Норвегия) и Thales Group (Франция).

## Обзор
Система состоит из платформы крепящейся к транспортному средству, систему управления огнём и рычагов управления. На модуль может устанавливаться различное вооружение: пулемёты любого калибра, ПТРК, автоматические гранатомёты, автоматические пушки 20—50 мм, ракеты Хеллфайр.
Модуль также имеет дымовые гранаты M6. Технические характеристики (без боеприпасов и вооружения):
- Вес: 135 кг
- Высота: 749 мм
- Температура использования: от −46 до +65 °С
- Температура хранения: от −51° до +71 °С

## Операторы
- Австралия: ASLAV PC
- Канада: RG-31
- Хорватия: Patria AMV
- Чехия: LMV
- Финляндия: Patria AMV
- Франция: Renault VAB
- Индия: TATA Kestrel
- Ирландия: MOWAG Piranha IIIH CRV и RG-32M LTV
- Люксембург: Dingo 2
- Нидерланды: GTK Boxer
- Норвегия: семейство CV90 (Protector Nordic), NM205F3 APC (Protector NM221), Iveco LMV (Protector Lite), фрегаты типа «Фритьоф Нансен» (Sea Protector) и ракетные катера типа «Скьольд» (Sea Protector)
- Португалия: Pandur II
- Словения: Patria AMV
- Швейцария: Piranha и Mowag Duro IIIP
- Швеция: Sisu Pasi, Patria AMV, Archer, RG-32M
- Великобритания: использовался на автомобилях Mastiff в Афганистане и Ираке. Ставится Protector RS4 на MIV[6].
- США: Stryker, M1A2 Abrams, а также различные машины.

## Галерея

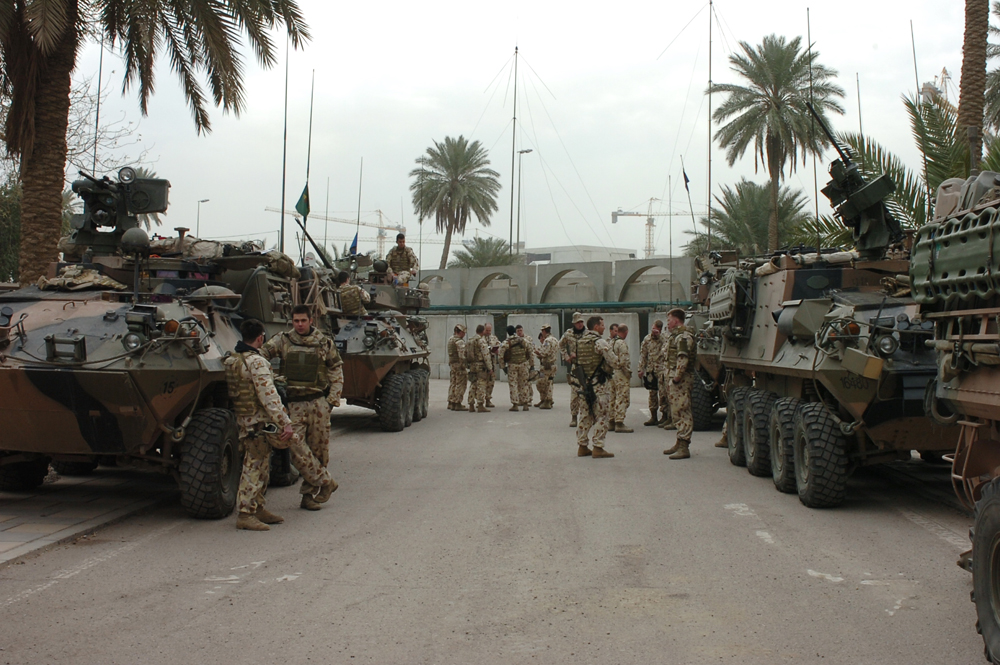
Австралийский ASLAV-PC в Ираке.
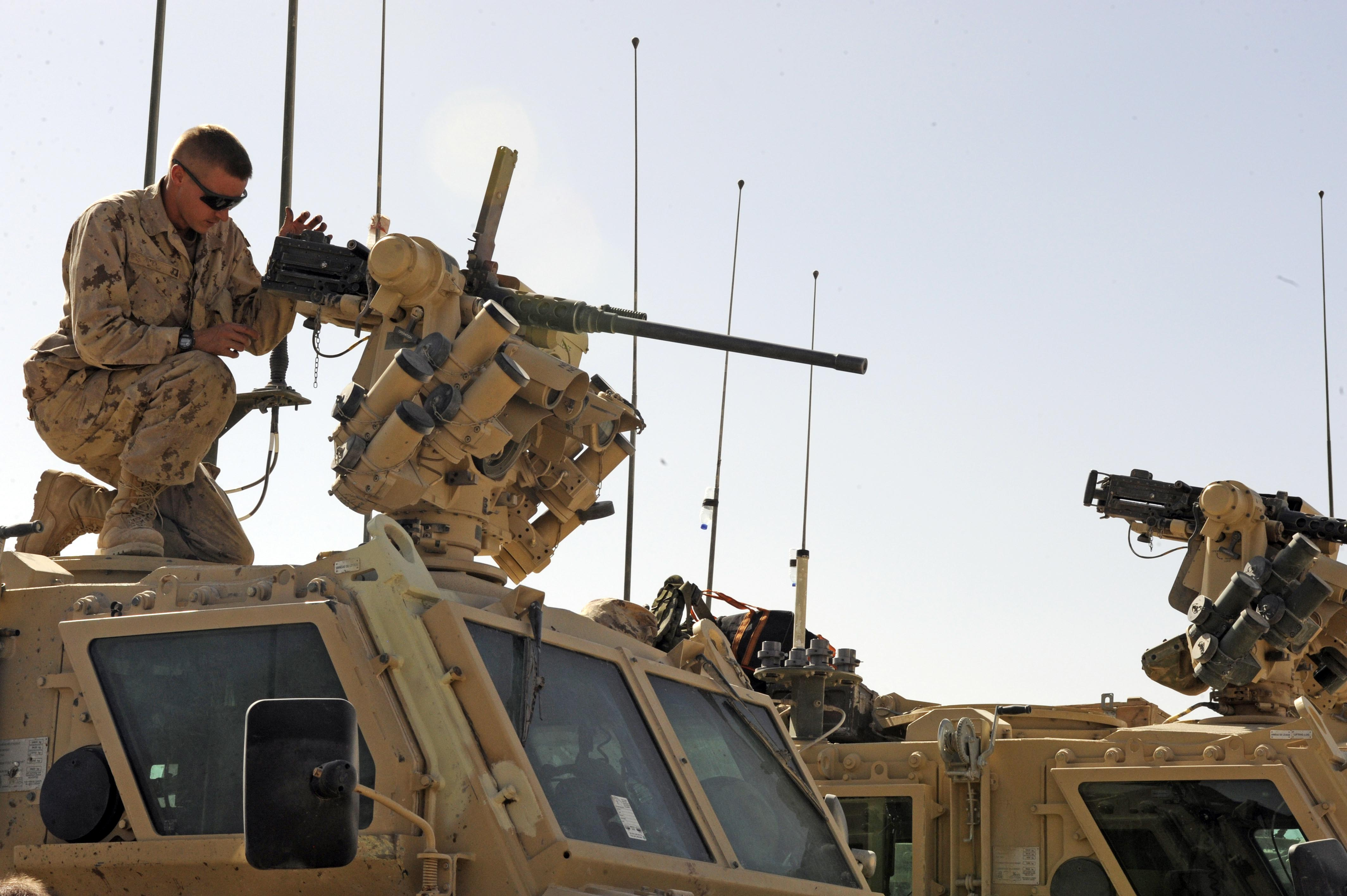
Канадские RG-31 в Афганистане.
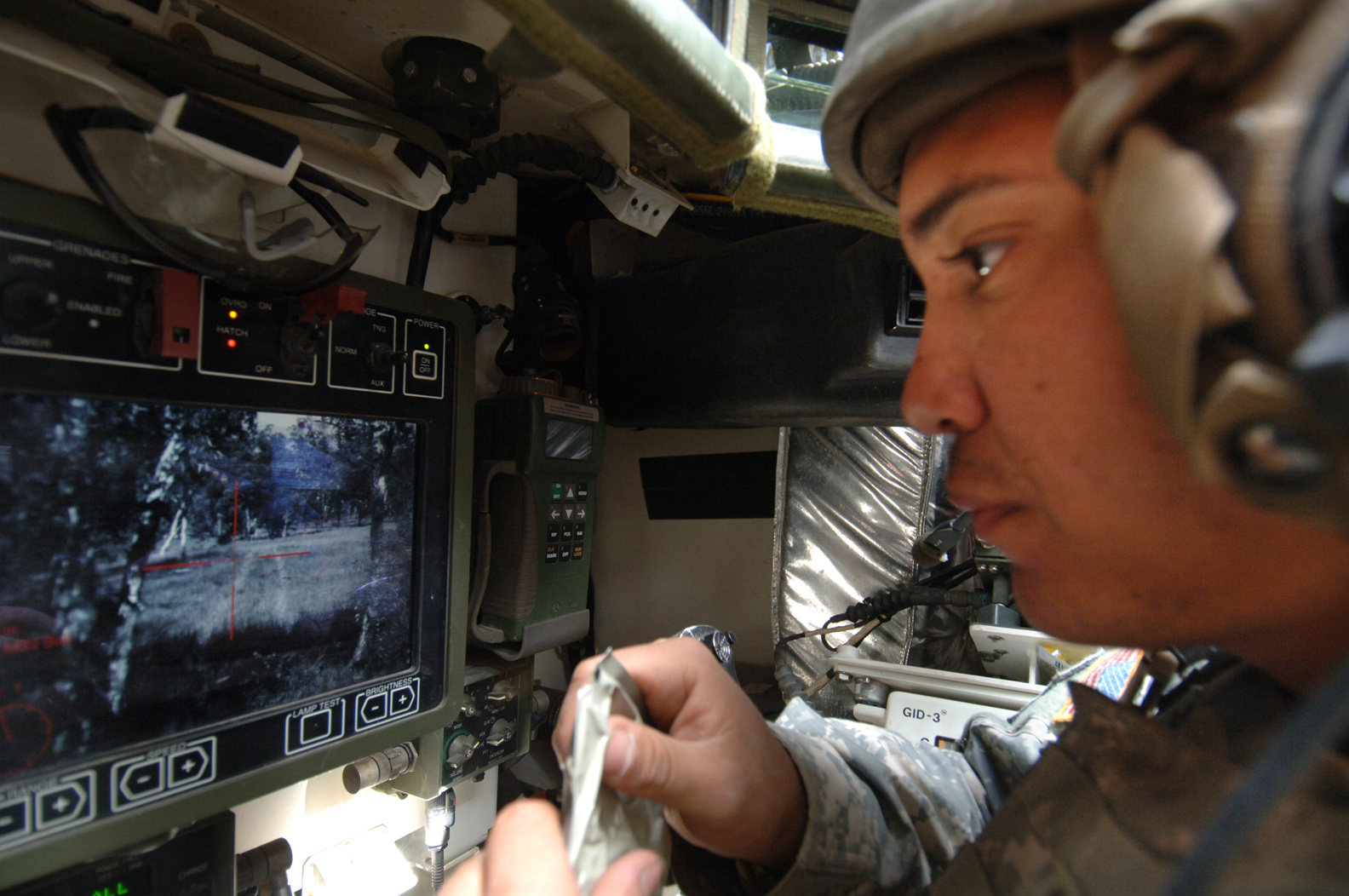
Управление Protector RWS в Stryker ICV.
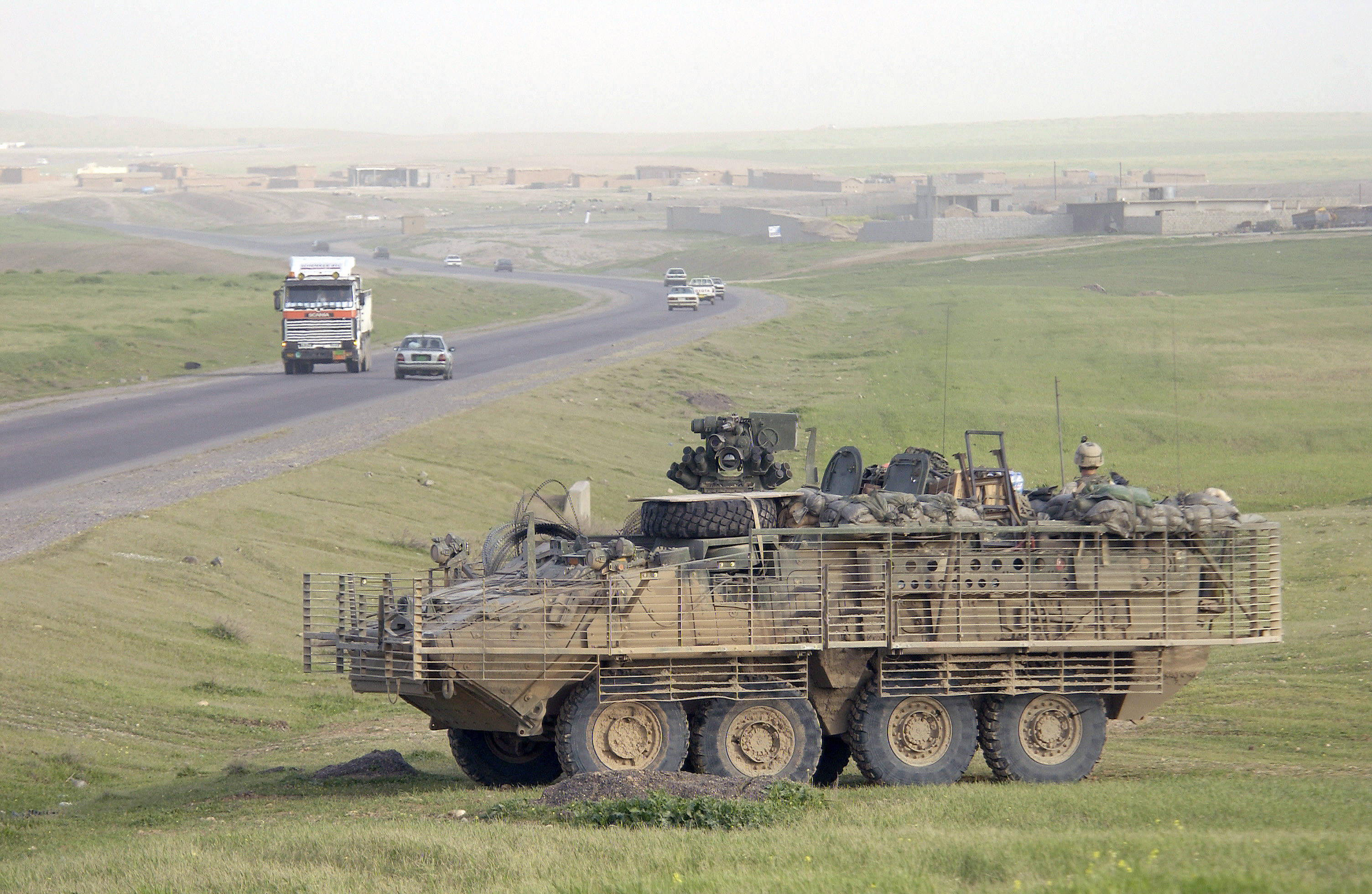
Stryker ICV патрулирует в Ираке.
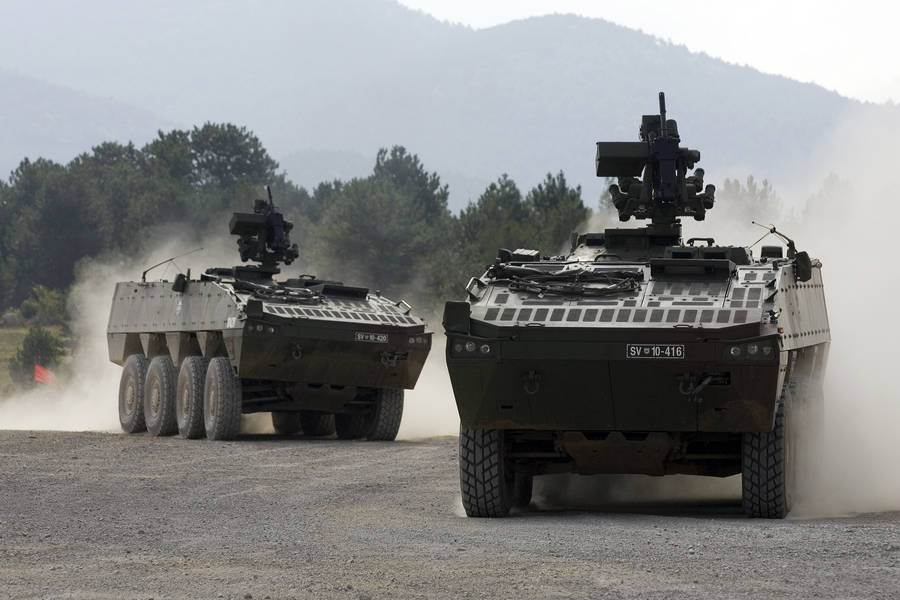
Словенский Patria AMV с 40-мм автоматическим гранатомётом Mark 19.